# Langley Castle

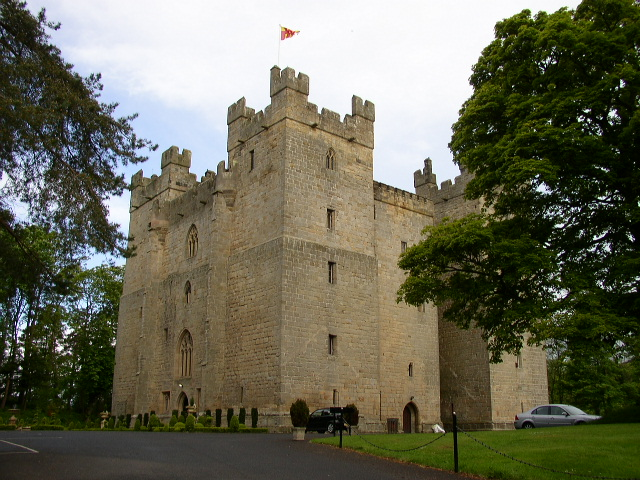
Langley Castle 2005

Langley Castle ist eine mittelalterliche Burg im Dorf Langley im Tal des südlichen Tyne, etwa fünf Kilometer südlich des Dorfes Haydon Bridge in der englischen Grafschaft Northumberland. Das bis heute erhaltene, restaurierte Tower House wurde von English Heritage als historisches Gebäude I. Grades gelistet und dient heute als Hotel.

## Geschichte

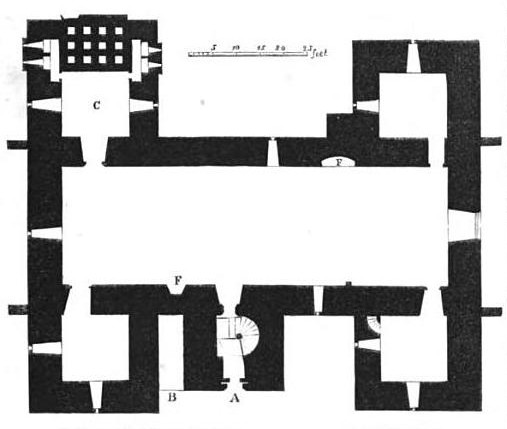
Grundriss der Burg von 1853; A – Eingang; B – Gewölbekammer; C – Abortturm; F – Offener Kamin.

Im 12. Jahrhundert war das Gelände der heutigen Burg Sitz der Barone von Tynedale, von denen die Familie Tyndall abstammt.
Die Burg wurde Mitte des 14. Jahrhunderts für Thomas de Lucy als Tower house mit H-förmigem Grundriss und vier Stockwerken errichtet. Im Jahre 1405 wurde die Burg von den Truppen Heinrichs IV. im Rahmen des Kampfes gegen die Percys und Erzbischof Scrope angegriffen und schwer beschädigt. Sie blieb eine Ruine, bis sie 1882 der örtliche Historiker Cadwallader Bates kaufte und restaurieren ließ. Bates starb 1902, und seine Witwe Josephine setzte die Restaurierung fort. Nach ihrem Tod 1932 stand das Gebäude zunächst leer.
Im Zweiten Weltkrieg diente es als Kaserne und anschließend als Mädchenschule. In den 1980er-Jahren kaufte die Familie Robb die Burg und verkaufte sie später an die Hotelgesellschaft des US-Amerikaners Dr. Madnick, der sie heute noch gehört. Diese Gesellschaft ließ die Burg in ein Luxushotel umbauen, das von 40.000 m² lichtem Wald umgeben ist. Das Hotel wird von A. Phillips geleitet.

## Besonderheiten
Der Südwestturm besitzt zwölf Aborterker, vier auf jedem Stockwerk.